# 新月刊
《新月刊》，新月刊雜誌社出版發行，為新黨的黨營刊物，初名《新連線通訊雜誌》。1993年3月，新國民黨連線決議籌組政團，也興辦自己的出版物作為政團的發聲管道，至9月止第五期稱為《新連線通訊雜誌》。新黨成立後，更名為《新黨通訊雜誌》。1998年6月改為雙週刊，1999年1月再改為新月刊。《新月刊》除了向訂戶傳達新黨的政治理念，也記載了1990年代迄今台灣的政治、經濟及民情風俗，至2012年1月已累計出刊達204期。

## 刊名[1]
其名稱沿革如下：
1. 新連線通訊雜誌：試刊-5期 1993年3月-9月
2. 新黨通訊雜誌：6-61期 1993年10月-1998年5月
3. 新黨雜誌雙週刊：62-74期 1998年6月-12月
4. 新月刊：75期-  1999年1月-現在